# Mashashiya
Die Mashashiya (auch: Mashashi; arabisch المشاشية al-Maschaschiya, DMG al-Mašāšīya) sind ein arabischer Stamm in Libyen.

## Lebensweise
Die Mashashiya lebten ursprünglich als nomadische Schafhirten im Süden Libyens, ihr Name bedeutet auf Arabisch in etwa „die zu Fuss gehenden“, was auf das Fehlen von Reittieren und Armut hindeutet. Sie gehören keiner größeren Stammeskonföderation an und berufen sich auf die Abstammung von einem Marabut. Zu Beginn der 1970er Jahre  siedelte das Gaddafi-Regime sie im Südosten der westlibyschen Nafusa-Berge an. Dies führte zu Konflikten mit den dort ansässigen Stämmen der Sintan, Khalifa und Kikla, die der Auffassung waren, dass die Mashashiya zu Unrecht auf ihrem Land angesiedelt wurden.

## Libyscher Bürgerkrieg
Im libyschen Bürgerkrieg wurde den Mashashiya von den benachbarten arabischen und berberischen Stämmen vorgeworfen, geschlossen auf der Seite Gaddafis zu stehen. Die von ihnen bewohnten Orte Oumer, Zawiyat Al-Bajoul und Awaniya sollen als Basis für den Beschuss rebellischer Regionen genutzt worden sein. Auch sollen sie ein unter den Stämmen geschlossenes Abkommen, Neutralität im Konflikt zu wahren, nicht eingehalten und den Truppen Gaddafis ihre Städte geöffnet haben. Beweise für diese Vorwürfe konnten aber nicht erbracht werden. Anführer der Mashashiya geben an, sie hätten ihre Städte unmittelbar nach deren Besetzung durch die Truppen Gaddafis verlassen, seien nach Tripoli und Shgeiga geflüchtet und hätten an den Kämpfen nicht teilgenommen.
Ihre Städte wurden nach der Eroberung durch Milizen (thuwwar) aus Sintan und den Nafusa-Bergen weitgehend zerstört, die Häuser geplündert und niedergebrannt. Die meisten Mashashiya flohen in die in der Nähe von Tripoli gelegene Stadt Shgeiga, wo sie seitdem in Notunterkünften leben müssen. Im September 2011 sicherten Stammesälteste und Anführer aus den Nafusa-Bergen ihnen zwar die Rückkehr in ihre Heimat zu, falls sie ihre Waffen abgeben, gesuchte Personen ausliefern und in Shgeiga die „Unabhängigkeitsflagge“ hissen würden. Obwohl sie nach eigenen Angaben die Auflagen erfüllten, konnten  sie nicht sicher in ihre Herkunftsorte zurückkehren. Die Bewohner Nafusas machten zur Bedingung, dass sie ihren Landbesitz in der Region zuverlässig nachweisen können. Shgeiga wurde im Dezember 2011 von Sintan-Milizen bombardiert und besetzt. Außerdem verschwanden mehrere Stammesangehörige nach Entführungen durch die Sintan-Milizen. Im November 2012 wurde eine Einheit der libyschen Streitkräfte aus Mashashiya gebildet, aus diesem Anlass besuchte der damalige Übergangspräsident al-Magariaf Shgeiga. Sprecher der Milizen aus Sintan protestierten gegen die Übernahme der Einheit in die Armee. In den Jahren 2012 und 2013 kam es zu weiteren Angriffen der Sintan-Milizen auf Mashashiya in Shgeiga und Mizdah, in deren Folge 120 Menschen starben und über 1000 Familien vertrieben wurden. Die Gesamtzahl der Vertriebenen wird von Sprechern des Stamms mit über 10.000 aus 1730 Familien angegeben. In einem Bericht des UN-Sicherheitsrats vom Juni 2013 ist von mehreren Tausend vertriebenen Mashashiya die Rede. Ihre Notunterkünfte sind schlecht ausgestattet und unsicher und ihre Bewegungsfreiheit ist stark eingeschränkt.